# Estação Ferroviária de Cabeço de Vide-Vaiamonte
A Estação Ferroviária de Cabeço de Vide-Vaiamonte, originalmente denominada de Cabeço de Vide, é uma interface encerrada do Ramal de Portalegre, que servia a localidade de Cabeço de Vide, no concelho de Fronteira, em Portugal. Entrou ao serviço em 20 de Janeiro de 1937.

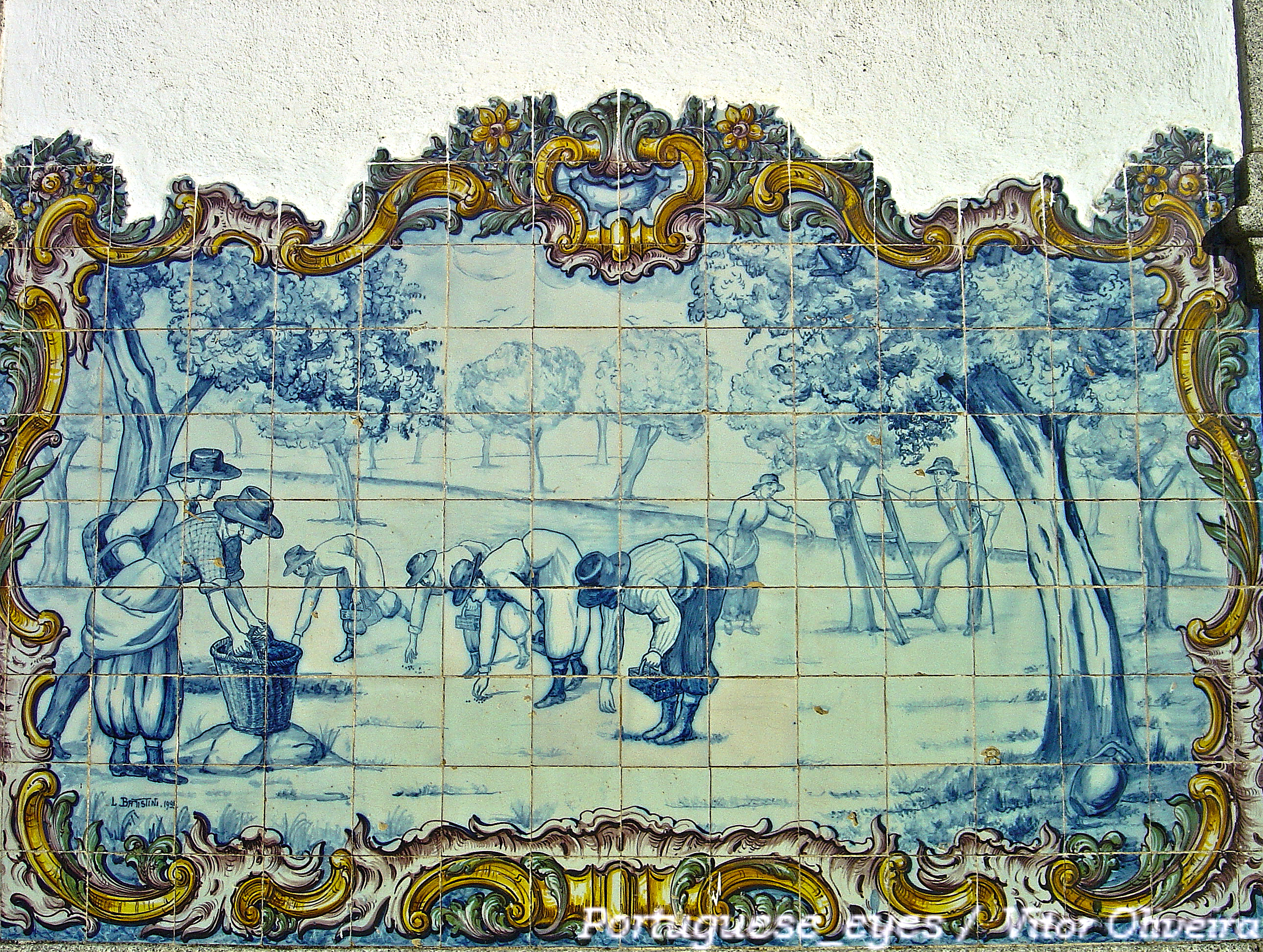
Painel de azulejos, representando trabalhos agricolas

## História

### Planeamento
Em 1898, quando se realizaram os estudos para a elaboração do Plano da Rede ao Sul do Tejo, foi proposta uma linha entre Estremoz e Portalegre, que passaria por Sousel, Cano, Fronteira e Cabeço de Vide.
Porém, quando o Plano da Rede foi decretado, em 27 de Novembro de 1902, não contava com esta linha, que só seria adicionada ao Plano em 1903, com o traçado modificado, mas mantendo a passagem por Cabeço de Vide. Desta forma, a linha foi a concurso em 23 de Setembro de 1903, tendo a obra sido entregue ao empresário José Pedro de Mattos. No entanto, devido a várias complicações de ordem financeira e política, o concessionário não conseguiu levar a cabo este empreendimento. Desta forma, a construção da linha passou para a gestão dos Caminhos de Ferro do Estado, tendo o primeiro lanço, entre Estremoz e Sousel, entrado ao serviço em 23 de Agosto de 1925.

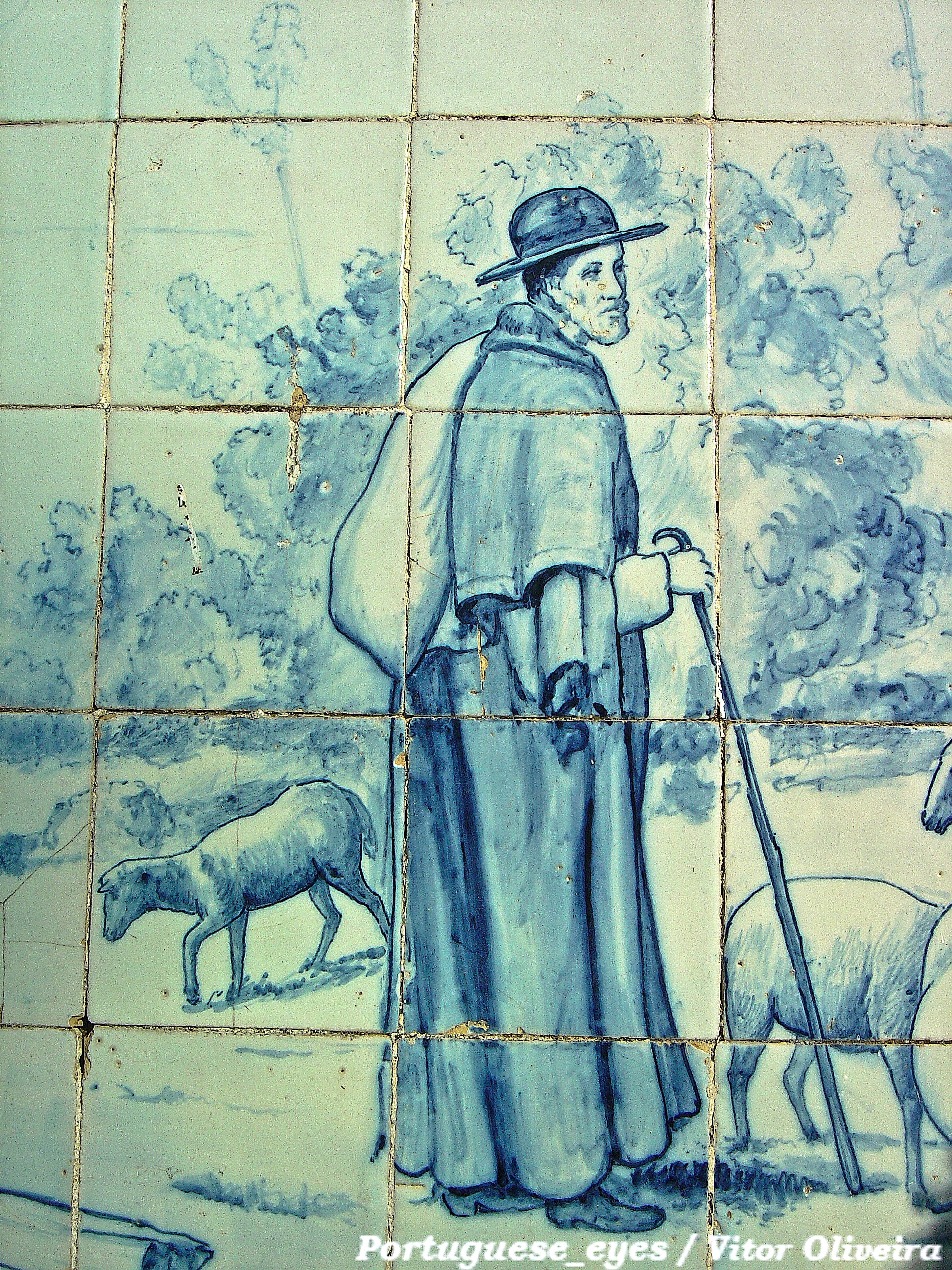
Painel de azulejos, com o desenho de um pastor

### Construção e abertura ao serviço
Em 11 de Maio de 1927, os Caminhos de Ferro do Estado foram integrados na Companhia dos Caminhos de Ferro Portugueses. Em 1 de Janeiro de 1932, a Gazeta dos Caminhos de Ferro noticiou que a Linha de Portalegre estava quase construída até Fronteira, e que estava planeada a sua futura passagem por Cabeço de Vide. Em Janeiro de 1933, já estava em construção o lanço até Cabeço de Vide, tendo a Comissão Administrativa do Fundo Especial de Caminhos de Ferro aprovado, nesse ano, o financiamento para a instalação da linha telefónica entre Sousel e Cabeço de Vide.
Em 6 de Janeiro de 1937, o Ministro das Obras Públicas ordenou a formação de uma comissão, de forma a averiguar se o troço entre Sousel e Cabeço de Vide estava em condições de entrar ao serviço. Neste mês, o edifício da estação já estava concluído, estando decorado de azulejos e contando com acesso por via rodoviária. Este lanço foi aberto à exploração em 20 de Janeiro do mesmo ano, tendo a cerimónia de inauguração sido realizada na estação de Cabeço de Vide.
Um despacho da Direcção Geral de Caminhos de Ferro, publicado no Diário do Governo n.º 258, II Série, de 4 de Novembro de 1937, aprovou o auto de recepção definitiva da empreitada n.º 15 da Linha de Portalegre, que se referia à construção do lanço entre Fronteira e Cabeço de Vide. A empreitada incluiu a construção da estação de Cabeço de Vide, que era composta por um cais coberto e outro descoberto, uma plataforma, um pátio de mercadorias, uma curraleta, um curral, vedações, plantações, o edifício da estação e o recinto de acesso, o alpendre sobre a plataforma, uma casa de habitação para funcionários anexa ao edifício de passageiros, uma retrete para os passageiros e a respectiva canalização, um pavilhão com seis moradias para alojamento do pessoal com a respectiva fossa, uma casa de guarda e de partido, uma fossa para as retretes dos passageiros e a casa anexa à estação, um poço, um reservatório de cimento armado com capacidade para 30 m³, uma casa para abrigar o motor, e um cinzeiro para as locomotivas.

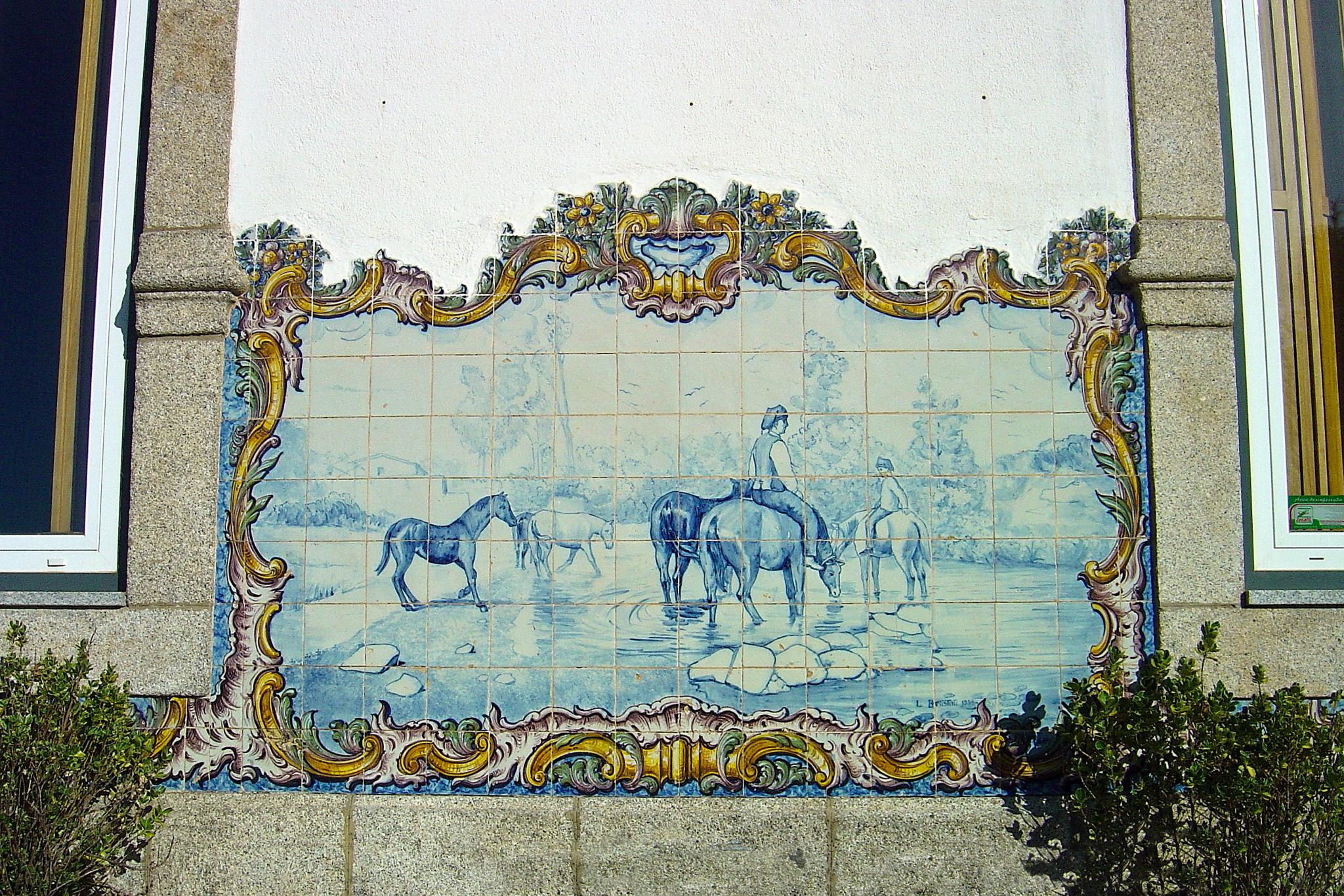
Painel de azulejos, representando uma cena campestre

### Abertura do troço até Portalegre
Em 1938, já estava em construção o lanço de Cabeço de Vide a Portalegre, embora em 1 de Novembro de 1948 a Gazeta dos Caminhos de Ferro tivesse reportado que as obras de assentamento de via se tinham iniciado recentemente, e que estava prevista a inauguração daquele troço para Janeiro do ano seguinte. Com efeito, o troço de Cabeço de Vide a Portalegre entrou ao serviço em 21 de Janeiro de 1949. Para a inauguração, foi organizado um comboio especial do Barreiro até Portalegre, transportando o ministro das Comunicações e outros altos funcionários do governo e da Companhia dos Caminhos de Ferro portugueses, que parou em Cabeço de Vide para a cerimónia do corte da fita. A estação foi decorada para este evento, tendo sido ornamentada com bandeiras e ramos de verdura, e ao longo dos dois lados da via férrea estavam centenas de operários em fila, que tinham trabalhado na construção da linha. Devido à inauguração do novo lanço, foram modificados os horários da linha, tendo os comboios 871 e 872 e a automotora 1873 sido prolongados de Cabeço de Vide até Portalegre.

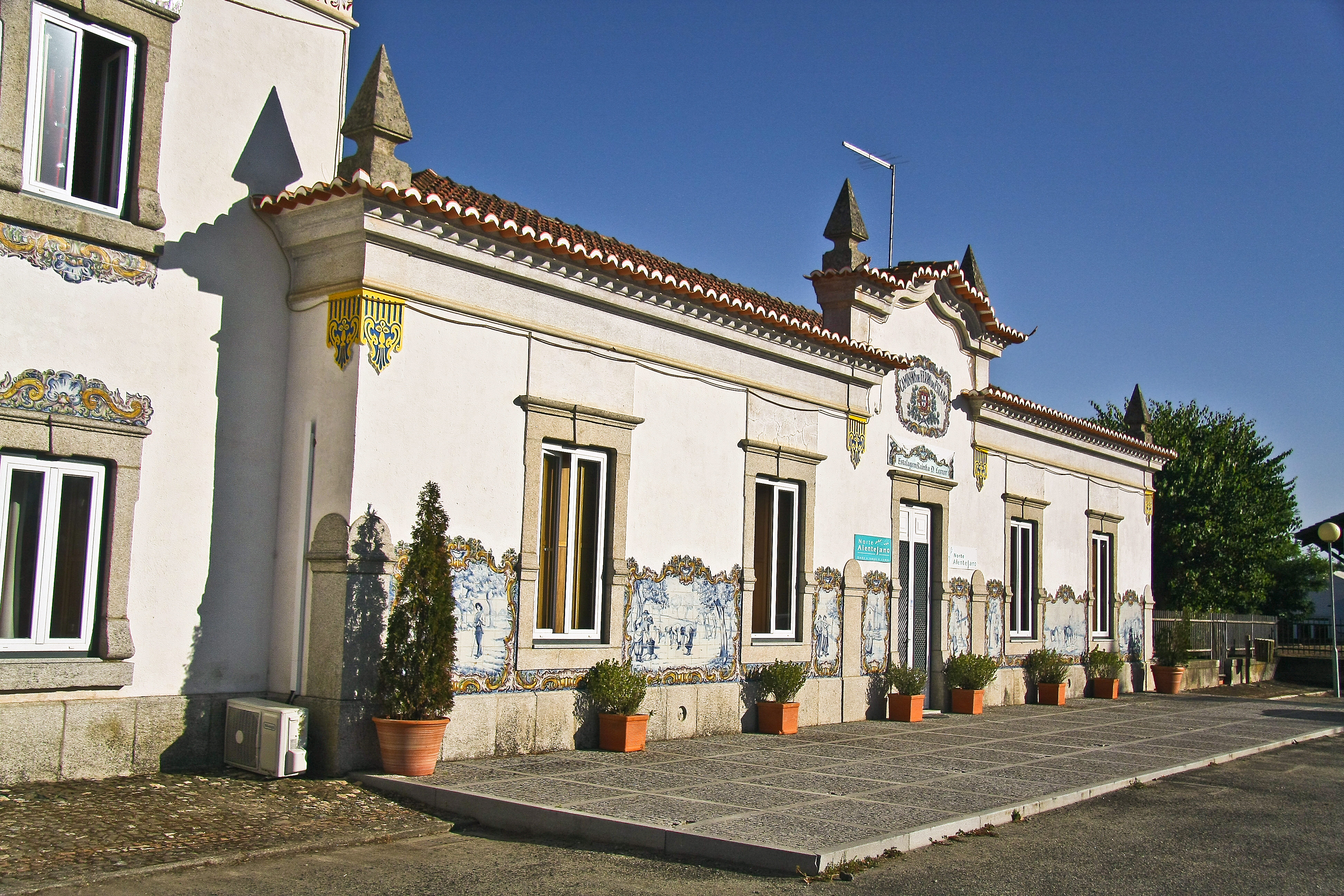
Antigo edifício da estação, em 2009

### Encerramento
O lanço entre Estremoz e Portalegre foi encerrado pela operadora Caminhos de Ferro Portugueses em 2 de Janeiro de 1990.